# (3306) Байрон
(3306) Байрон (лат. Byron) — типичный астероид главного пояса, открыт 24 сентября 1979 года советским астрономом Николаем Черных в Крымской астрофизической обсерватории и 2 апреля 1988 года назван в честь английского поэта-романтика Джорджа Гордона Байрона.

## Обнаружение и именование
(3306) Байрон
Открыт 24 сентября 1979 года в Научном Н. С. Черных.
Назван в честь великого английского поэта лорда Джорджа Ноэля Гордона Байрона (1788—1824).
Оригинальный текст (англ.)3306 Byron
Discovered 1979-09-24 by Chernykh, N. at Nauchnyj.
Named for the great English poet Lord George Noel Gordon Byron (1788—1824).
Источники: DISCOVERY.DB; M.P.C. 12972.

## Орбита

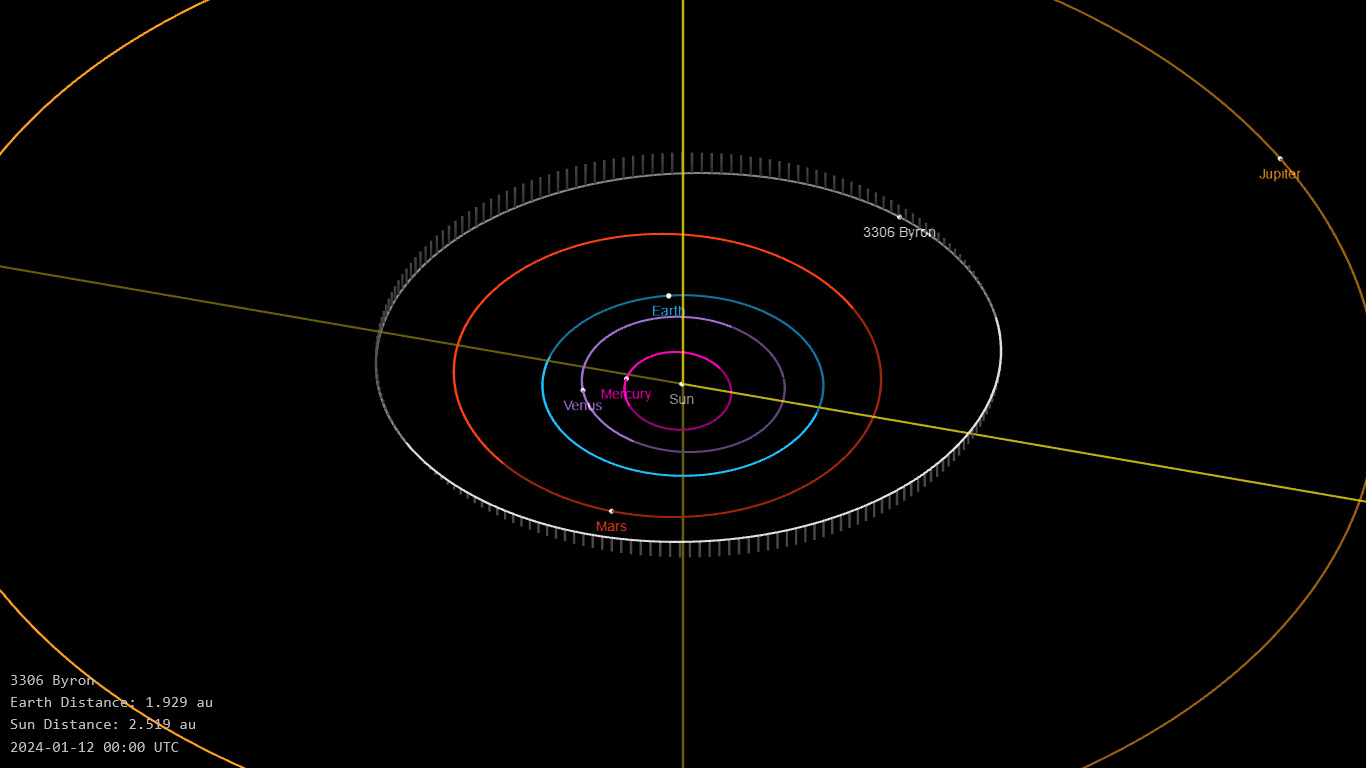
Орбита астероида Байрон и его положение в Солнечной системе

## Физические характеристики
Из результатов второго этапа спектроскопической съёмки малых астероидов главного пояса (Small Main-belt Asteroid Spectroscopic Survey, SMASSII) следует, что астероид относится к таксономическому классу S, а из наблюдений системы телескопов панорамного обзора и быстрого реагирования Pan-STARRS — к классу LS
По результатам наблюдений в инфракрасном диапазоне спутника Akari и наблюдений в видимом и ближнем инфракрасном диапазоне космического телескопа NEOWISE диаметр астероида сначала оценивался равным 7,88±0,70 км, позже — 6,40±1,17 км. Согласно тем же источникам альбедо оценивается как 0,236±0,043 и 0,33±0,12.